# Samo Petrač
Samo Petrač, rojen 15.8.1974 v Kranju, je slovenski gluhi športnik, znan po svojih izjemnih dosežkih v alpskem smučanju, kolesarstvu in košarki. Petrač je edini gluhi športnik na svetu, ki ima medalje tako z letnih kot z zimskih olimpijskih iger gluhih, kar ga uvršča med najuspešnejše slovenske športnike med invalidi.

## Športna Kariera
Samo Petrač je svojo športno pot začel v smučarskem klubu Alpetour v domačem kraju. Njegova izjemna tekmovalna kariera v alpskih smučarskih disciplinah je dosegla vrhunec na evropskih prvenstvih gluhih in zimskih olimpijskih igrah gluhih. Prvič se je predstavil na evropskem prvenstvu gluhih v alpskem smučanju leta 1986 v avstrijskem Schladmingu. V naslednjih letih je blestel na več tekmovanjih, vključno z evropskimi prvenstvi in zimskimi olimpijskimi igrami gluhih.

### Alpsko smučanje:
- 5. evropsko prvenstvo gluhih, Serre Chvealier (FRA), 1992:* Veleslalom, 3. mesto
- 13. zimske olimpijske igre gluhih, Yllas (FIN), 1995:* Smuk, 2. mesto; Veleslalom, 3. mesto; Superveleslalom, 3. mesto
- 6. evropsko prvenstvo gluhih, Sundsvall (ŠVE), 1996:* Slalom, 1. mesto; Smuk, 3. mesto; Paralelni slalom, 1. mesto
- 14. zimske olimpijske igre gluhih, Davos (ŠVI), 1999:* Smuk, 1. mesto
- 7. evropsko prvenstvo gluhih, Courmayeur (ITA), 2000:* Smuk, 2. mesto
- 15. zimske olimpijske igre gluhih, Sundsvall (ŠVE), 2003:* Smuk, 2. mesto
- 8. evropsko prvenstvo gluhih, Füssen (NEM), 2004:* Smuk, 2. mesto

### Kolesarstvo:
- 17. letne olimpijske igre gluhih, Sofija (Bolgarija), 1993:* Cestna dirka 100 km, 3. mesto

### Košarka:
- Evropsko prvenstvo gluhih, Tel Aviv, 1992: 4. mesto

## Dosežki in Priznanja
Samo Petrač je bil večkratni dobitnik medalj na olimpijskih igrah gluhih in evropskih prvenstvih gluhih v različnih športih. Leta 1999 je na zimskih olimpijskih igrah gluhih v Davosu osvojil zlato medaljo v smuku, kljub temu da so zdravniki odkrili, da je zbolel za rakom. Po uspešnem okrevanju je nadaljeval svojo športno pot in dosegel še več izjemnih rezultatov. Zaradi svojih izjemnih dosežkov in neverjetne volje do življenja je leta 2001 prejel medaljo časti Mednarodnega komiteja za šport gluhih. Petrač je bil priznan kot Športnik invalida leta štirikrat. Leta 2025 je na izredni podelitvi prejel Bloudkovo nagrado po novem zakonu za nazaj.
Samo Petrač je ikona slovenskega in mednarodnega športa, ki je kljub svoji invalidnosti dokazal, da so močna volja, vztrajnost in talent ključni dejavniki za doseganje vrhunskih športnih uspehov. S svojimi dosežki je navdihnil mnoge in pustil neizbrisen pečat v zgodovini športa gluhih.